# Бріс (Іллінойс)
Бріс (англ. Breese) — місто (англ. city) в США, в окрузі Клінтон штату Іллінойс. Населення — 4641 особа (2020).

## Географія
Бріс розташований за координатами 38°36′50″ пн. ш. 89°31′25″ зх. д. / 38.61389° пн. ш. 89.52361° зх. д. (38.613802, -89.523713).  За даними Бюро перепису населення США в 2010 році місто мало площу 6,85 км², з яких 6,78 км² — суходіл та 0,07 км² — водойми.

## Демографія
Згідно з переписом 2010 року, у місті мешкали 4442 особи в 1789 домогосподарствах у складі 1173 родин. Густота населення становила 649 осіб/км².  Було 1873 помешкання (274/км²).
Расовий склад населення:
| - 97,5 % — білих - 0,4 % — азіатів - 0,2 % — чорних або афроамериканців - 0,1 % — корінних американців - 1,1 % — осіб інших рас |

До двох чи більше рас належало 0,8 %. Частка іспаномовних становила 2,4 % від усіх жителів.
За віковим діапазоном населення розподілялося таким чином: 24,5 % — особи молодші 18 років, 59,1 % — особи у віці 18—64 років, 16,4 % — особи у віці 65 років та старші. Медіана віку мешканця становила 38,7 року. На 100 осіб жіночої статі у місті припадало 92,0 чоловіків;  на 100 жінок у віці від 18 років та старших — 89,5 чоловіків також старших 18 років.
Середній дохід на одне домашнє господарство  становив 73 042 долари США (медіана — 62 210), а середній дохід на одну сім'ю — 94 400 доларів (медіана — 84 545). Медіана доходів становила 56 380 доларів для чоловіків та 34 193 долари для жінок. За межею бідності перебувало 7,3 % осіб, у тому числі 13,7 % дітей у віці до 18 років та 10,1 % осіб у віці 65 років та старших.
Цивільне працевлаштоване населення становило 2492 особи. Основні галузі зайнятості: освіта, охорона здоров'я та соціальна допомога — 21,7 %, мистецтво, розваги та відпочинок — 11,2 %, транспорт — 10,9 %.